# Charles Lenormant (Archäologe)

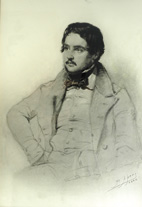
Charles Lenormant, vor 1860

Charles Lenormant (* 1. Juni 1802 in Paris; † 22. November 1859 in Athen) war ein französischer  Archäologe und Ägyptologe.

## Leben
Lenormant studierte anfangs Rechtswissenschaft, widmete sich dann archäologischen Studien und bereiste mit Jean-François Champollion 1828 Ägypten und nahm 1829 an der französischen Morea-Expedition teil. Nach seiner Rückkehr wurde er 1830 Leiter der Abteilung Beaux Arts im Erziehungsministerium, dann Konservator an der Bibliothèque de l’Arsenal, seit 1832 an der Bibliothèque nationale, insbesondere am Cabinet des Médailles. Von 1840 bis 1859 leitete er das Cabinet, von 1835 bis 1846 war er Professor für Geschichte an der Sorbonne. Von der Professur musste er auf Betreiben der Studenten auf Grund seines betonten Katholizismus zurücktreten. 1849 erhielt er eine Professur für ägyptische Sprache und Archäologie am Collège de France. Er war seit 1839 Mitglied der Académie des Inscriptions et Belles-Lettres sowie seit 1845 auf Vorschlag Theodor Panofkas und August Böckhs korrespondierendes Mitglied der Preußischen Akademie der Wissenschaften. Die Académie royale des Sciences, des Lettres et des Beaux-Arts de Belgique nahm ihn im Dezember 1841 als assoziiertes Mitglied auf. Eng arbeitete er mit Jean-Joseph-Antoine-Marie de Witte zusammen.
1826 heiratete er die Tochter von Julie Récamier, was ihm den Zugang zur Pariser Gesellschaft eröffnete. Ihr Sohn war der Archäologe François Lenormant. Sein Grabmal befindet sich auf dem Kolonoshügel in Athen.

## Schriften
- mit P. Delaroche, H. Dupont: Trésor de numismatique et de glyptique. 20 Bände, Paris 1834–1850.
- Introduction à l’histoire orientale. 1838.
- Musée des antiquités égyptiennes. 1835–1842.
- mit Jean-Joseph-Antoine-Marie de Witte: Élite des monuments céramographiques. 4 Bände, 1837–1861.
- Questions historiques. 2 Bände, 1845; 2. Auflage 1854.